# Химические цветовые реакции в микологии

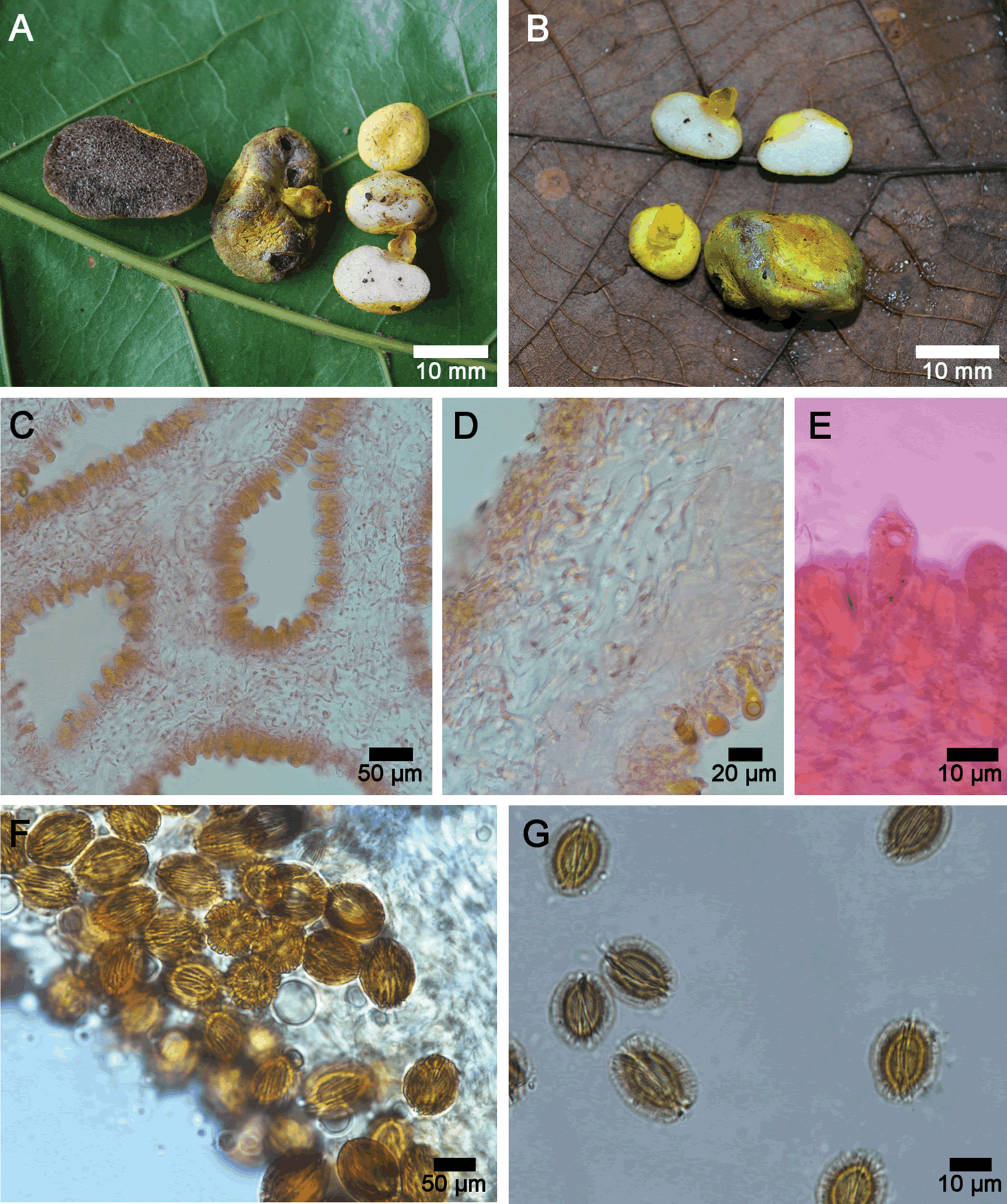
Структуры гриба Longistriata flava под воздействием различных реактивов

Химические цветовые реакции — изменение цвета различных макро- и микроскопических структур грибов под действием некоторых химических реактивов. Химический метод исследования используется при идентификации образцов грибов для различения таксономических групп. Таксономическим признаком может служить как положительный или отрицательный результат исследования, так и вариации в изменении окраски при положительных реакциях, поскольку один и тот же реактив может давать разное окрашивание у разных видов грибов.
Могут проводиться простые тесты по выявлению характерных реакций мякоти плодового тела в целом или микроскопические исследования, обнаруживающие цветные реакции гиф, спор, базидий и других элементов трамы или мицелия. Исследования могут проводиться на свежесобранных экземплярах грибов, а некоторые и на гербарных образцах.

## Значение и история метода
Макроскопические признаки плодовых тел, а иногда и признаки, обнаруживаемые при микроскопическом исследовании, могут быть недостаточными для однозначного определения. В таких случаях используют цветные химические реакции как дополнительный критерий таксонов.

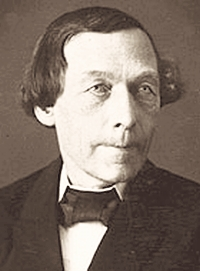
Вильям Нюландер (1822—1899), финский ботаник и энтомолог, первооткрыватель химического метода исследования грибов

Применяемые аналитические реактивы в большинстве случаев не являются специфическими для определённых веществ или комплексов веществ, содержащихся в грибах, однако они часто оказываются специфичными для определённых таксонов грибов, что и позволяет широко использовать метод. Некоторые из используемых реакций являются специфическими, например, положительная реакция с бензидином и α-нафтолом указывает на наличие в мякоти гриба фермента лакказы, с фенолом — тирозиназы, а тест на амилоидность позволяет не только определить наличие в клетках специфичных полисахаридов (глюканов), но и сделать определённые выводы о строении их макромолекул.
Впервые химический метод был применён в 1866 году финским ботаником Вильямом Нюландером (1822—1899) для систематики лишайников. Нюландер заметил, что разные виды по-разному реагируют на воздействие растворами щелочей, гипохлоритов, иода, солей железа и другими реактивами.
Позже Мюллер изучал действие химических реактивов на полипоровые грибы и обнаружил появление фиолетовой окраски у Hapalopilus nidulans; Харлей открыл исчезновение фиолетовой окраски мякоти груздя чёрного под действием щёлочи. В течение всего XX века действие химических реактивов на грибы изучалось многими известными микологами (В. Мельцер, 1924; Ю. Шеффер и Ф. Мёллер, 1938; Р. Кюнер и А. Романьези, 1953; Р. Зингер, 1951, 1962, 1969, 1975; А. Майкснер, 1975; С. П. Вассер, 1980, 1992). Наиболее полные данные о химических цветовых реакциях баздиальных грибов содержатся в работах Кюнера и Романьези, Зингера (1975), Майкснера, Вассера. Для лишайников химический метод углублённо изучался в 1930-х годах японским микологом Я. Асахиной и подробно описан А. Н. Окснером.
В отношении самого́ химического метода среди микологов существуют два противоположных мнения:
- На основании только химических реакций описываются новые таксоны, иногда даже роды, при этом совершенно не учитываются другие критерии, особенно условия произрастания грибов.
- Некоторые же учёные не придают значения методу как дополнительному критерию таксонов.

С. П. Вассер приводит две цитаты, характеризующие оба существующих подхода:

Время от времени делаются попытки использования химических опытов для определения видов грибов и лишайников, что часто вызывает бурю протестов. Однако в группе, которая представляет трудность для классификации и количество признаков которой невелико или, наоборот, очень разнообразно, поступление дополнительных сведений должно только приветствоваться.
— А. Берджес

Химический метод как один из удобных, быстрых и надёжных, как дающий дополнительную информацию в суждениях о виде и других таксонах, следует широко использовать, но непременно вместе с другими методами систематики, особенно морфологическими.
— А. Н. Окснер, Определитель лишайников СССР. Морфология, систематика и географическое распространение

## Часто используемые реактивы
Результаты исследования часто записываются в кратком виде с использованием химических формул (для неорганических реактивов) или сокращённых обозначений, которые могут различаться у разных авторов, поэтому в публикациях приводятся списки условных обозначений. В зависимости от применимости реакции к данной таксономической группе, может указываться только положительный или отрицательный результат (например, запись «KOH+»/«KOH-» означает положительную/отрицательную реакцию со щёлочью) или указывается изменение окраски (например, «KOH+ желтеет»). Также указывается часть плодового тела или определённая микроструктура, если действие реагента неодинаково для разных структур гриба.
- Аммиак NH3 или NH4OH (25%-й водный раствор или пары́ нашатырного спирта) у агариковых грибов даёт зелёное, реже жёлтое окрашивание[8], у других базидиомицетов может появляться розоватая, оливковая, фиолетовая, серовато-чёрная окраска[9]. В лихенологии применяется редко[10].
- Анилин C6H5NH2 применяется в чистом виде или в виде 50%-й водной эмульсии, сокращённо обозначается «А». При положительной реакции у базидиомицетов даёт красноватое, медно-красное, жёлтое, жёлто-оранжевое, тёмно-коричневое или оливковое окрашивание[9][3].
- Ароматические диамины
  - Бензидин 4,4'-(C6H4NH2)2 в виде спиртового раствора даёт голубую окраску, свидетельствующую о наличии лакказы. Реагент является сильным канцерогеном, поэтому его на практике заменяют орто-толидином (диметилбензидином), который значительно менее опасен и даёт ту же реакцию, что было показано в работе Х. Клеменсона [Clemençon, Schweiz. Zeitschr. f.Pilzk., 1969, 47].[3]
  - пара-Фенилендиамин 1,4-C6H4(NH2)2 может обозначаться как P или Pd, используется в виде 2%-го спиртового или 1%-го водного раствора, в 1934 году этот реагент был введён в практику лихенологии Я. Асахиной. В присутствии кислорода воздуха растворы п-фенилендиамина быстро окисляются и приходят в негодность, поэтому перед использованием их проверяют на образце «оленьего мха» Cladonia rangiferina, который даёт интенсивную красную окраску. Для предохранения реактива от окисления в водный раствор добавляют 10 % сульфита натрия. Такой раствор, называемый реактивом Штейнера, сохраняется значительно дольше[10].
- Гваякол (спиртовой раствор или настойка семян растения Guajacum officinale) даёт окрашивание в голубовато-зелёные, голубовато-серые, оливковые или красно-коричневые тона.
- Концентрированные растворы кислот могут давать различные цветовые реакции, используются на свежем материале:
  - 60—70%-я серная кислота,
  - 65%-я азотная кислота,
  - 25%-я соляная кислота,
  - Молочная кислота.
- Лактофенол — смесь равных частей молочной кислоты и фенола, при положительной реакции даёт окрашивание коричневых, розово-фиолетовых, лиловых, красноватых оттенков.
- Карболовая кислота (2,5%-й раствор фенола) даёт красноватую, желтоватую, коричневую или фиолетовую окраску. Реакция считается положительной, если окраска появляется в течение 20 минут.
- α-Нафтол (водно-спиртовой раствор) окрашивает в фиолетовый или красноватый цвет, реакция проходит за 2—4 минуты.
- Пирамидон (водный раствор) даёт реакцию с окрашиванием в сиренево-фиолетовый цвет.
- Пирогаллол (спиртовой раствор) окрашивает в коричневые тона.
- Сульфованилин — раствор 1 г ванилина в смеси 8 мл концентрированной серной кислоты и 3 мл дистиллированной воды на свежем материале даёт окрашивание в пурпурные, коричневые, розово-фиолетовые цвета. Впервые применён Арнуольдом и Горисом в 1907 году.
- Сульфоформалин — смесь формалина и 60—70%-й серной кислоты. Используется на свежем материале и на образцах, хранившихся в формалине не более 6 месяцев. При положительной реакции медленно появляется коричневое окрашивание.
- Феноланилин — смесь 3 капель анилина, 5 капель концентрированной серной кислоты и 10 мл карболовой кислоты. Положительная реакция заключается в появлении окраски ржаво-розового, пурпурно-красного или лилово-розового цвета, который затем переходит в шоколадно-коричневый.
- Формалин окрашивает в фиолетово-коричневый или красноватый цвет.
- 10%-й раствор хлорида железа (III) даёт зеленоватое окрашивание, затем переходящее в тёмно-серый цвет.
- 10%-й раствор сульфата железа (II) с добавлением серной кислоты окрашивает мякоть в зелёный, оливковый, оранжевый или коричневый цвет.
- Растворы щелочей (гидроксида калия или натрия) дают окрашивание в розовый, жёлтый, красно-коричневый или оранжевый цвет, реакция пригодна и для гербарного материала. Почернение бурой мякоти некоторых трутовиковых грибов под действием щёлочи называют ксантохроидной реакцией[11].

## Другие методики

### Тест на амилоидность

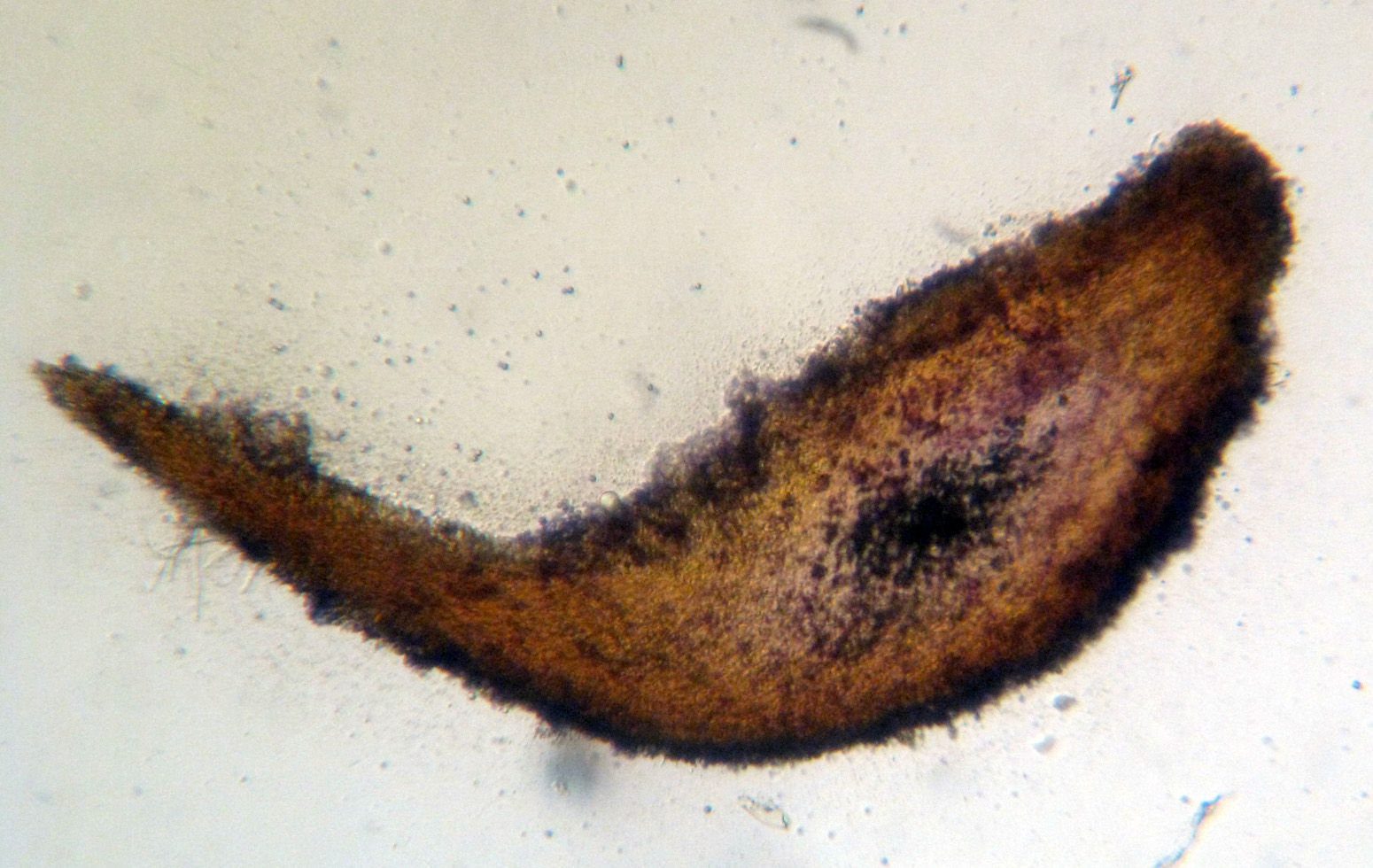
«Шип» Аурискальпиума обыкновенного, окрашенный реагентом Мельцера (100-кратное увеличение)

Амилоидностью называют способность структур окрашиваться под действием растворов иода. Обычно применяется реактив Мельцера: к водному раствору, содержащему 2,5 % иода и 7,5 % иодида калия добавляют равный объём хлоралгидрата. Реакция применяется как макроскопическая и для окрашивания препаратов при микроскопировании, что даёт возможность определить амилоидность различных структур: спор, гиф, базидий. Амилоидность проявляется и у образцов, длительное время (более 100 лет) хранившихся в гербарии (по данным Зингера, 1975). Наличие и степень амилоидности позволяет определить особенности строения молекул глюканов — полисахаридов, сходных с крахмалом, а также мощность глюканового слоя на поверхности микроскопических структур гриба. Иод адсорбируется в случае сильно развитого поверхностного слоя в каналах между глюкановыми цепочками. Если цепочки сильно разветвлённые, реакция даёт жёлто-коричневую окраску, при наличии менее разветвлённых цепочек проявляется собственно амилоидная реакция — интенсивное посинение, аналогичное известной в аналитической химии иодокрахмальной реакции. Обычно различают структуры неамилоидные (не окрашиваются), декстриноидные, или псевдоамилоидные (окрашиваются в жёлтые и коричневые тона) и амилоидные (окрашиваются в голубой, синий, до почти чёрного).
В 2005 г. В. А. Спириным и соавторами предложено определять степени градации этой реакции в соответствии со шкалой цветов (в скобках — обозначение цвета по шкале Й. Петерсена [Petersen, 1996]):
- слабодекстриноидная — от бледно-коричневого (P14) до бледно-оливкового (P16)
- декстриноидная — желтовато-бурый (P9)
- сильнодекстриноидная — оранжево-бурый (P7)
- неясно-амилоидная — от бледно-мышино-серого (P53) до бледно-фиолетово-серого (P59)
- слабоамилоидная — мышино-серый (P55)
- амилоидная — от голубовато-серого (P57) до тёмно-голубовато-серого (P56)
- сильноамилоидная — от винно-серого (P58) до серовато-фиолетового (P44)

### Реакция Шеффера
Перекрёстная реакция Шеффера: стеклянной палочкой наносят на срез полоску раствора анилина, а затем, пересекая её, полоску 65%-й азотной кислоты. При положительной реакции в месте пересечения появляется хромово-жёлтое пятно, затем окраска переходит в оранжево-красную. Реакция Шеффера — важный внутриродовой признак для рода Agaricus. Пригодна для материала, длительно хранившегося в гербарии. Открыта Ю. Шеффером в 1933 г.

### Применение красителей
Окрашивание органическими красителями применяется как для улучшения оптических свойств микроскопических препаратов, так и для характеристики окрашенных структур. Например, при окрашивании толуидиновыми красителями (крезил синий) различают цианофилию — синеватое окрашивание и метахромазию — красновато-розовое или красновато-фиолетовое окрашивание.